# Le Cloître-Pleyben
Le Cloître-Pleyben är en kommun i departementet Finistère i regionen Bretagne i västra Frankrike. Kommunen ligger i kantonen Pleyben som tillhör arrondissementet Châteaulin. År 2022 hade Le Cloître-Pleyben 508 invånare.

## Befolkningsutveckling
Antalet invånare i kommunen Le Cloître-Pleyben
Referens:INSEE